# Vautour fauve
Gyps fulvus
Pour les articles homonymes, voir Vautour (homonymie).
Pour un article plus général, voir Vautour.
Espèce
Répartition géographique
Statut de conservation UICN

 LC  : Préoccupation mineure
Statut CITES
Le Vautour fauve (Gyps fulvus), ou anciennement le griffon, est une espèce d'oiseaux charognards de la famille des Accipitridae.

## Description
Comme les autres vautours du genre Gyps, il possède un long cou et une tête qui, malgré la croyance, ne sont pas dénudés mais dotés d'un fin duvet. S'ils étaient emplumés, ils se saliraient trop lors des curées ; à l'inverse, une peau nue rendrait difficile le nettoyage. Le duvet permet d'effriter facilement le sang séché et donc d'améliorer l'hygiène de l'oiseau. Leur bec fort permet d'arracher muscles et viscères des carcasses, guidés vers l’œsophage grâce à leur langue en forme de gouttière. Leurs pattes, contrairement à celles de la plupart des autres Accipitridés, ne sont pas préhensiles, puisqu'elles n'ont pas d'utilité pour la chasse et ne leur servent que pour se percher et marcher (ils ne peuvent même pas transporter avec elles une branche pour leur nid et doivent utiliser leur bec). Le poids moyen d'un Vautour fauve est de 9 kg (6,5 à 11,5 kg) et son envergure est de 2,60 m (2,35 à 2,70 m),. Sa longueur varie de 95 à 110 cm. Sa longévité est de 20 à 40 ans.
D'un aspect général de couleur fauve, la couleur du plumage est néanmoins variable entre les individus, tirant tantôt sur le brun sombre, le doré ou le gris. Les pattes et la cire du bec sont grises. La peau de la face est légèrement bleutée. Il n'y a pas de dimorphisme sexuel. En revanche il est possible de distinguer les immatures des adultes. Les immatures ont une collerette filandreuse brune, alors qu'elle devient cotonneuse et blanche avec l'âge. Le bec noir devient progressivement blanc ivoire. L’œil, d'abord intégralement noir, s'éclaircit vers un jaune ocre avec des tirant un peu sur le rouge au début, puis de plus en plus vers le doré. Enfin la couleur générale change aussi, les jeunes étant souvent bruns et assez unis, alors que les vieux individus présentent souvent des robes plus écailleuses tirant sur le doré.

Vautour fauve en vol à Huesca, Espagne.
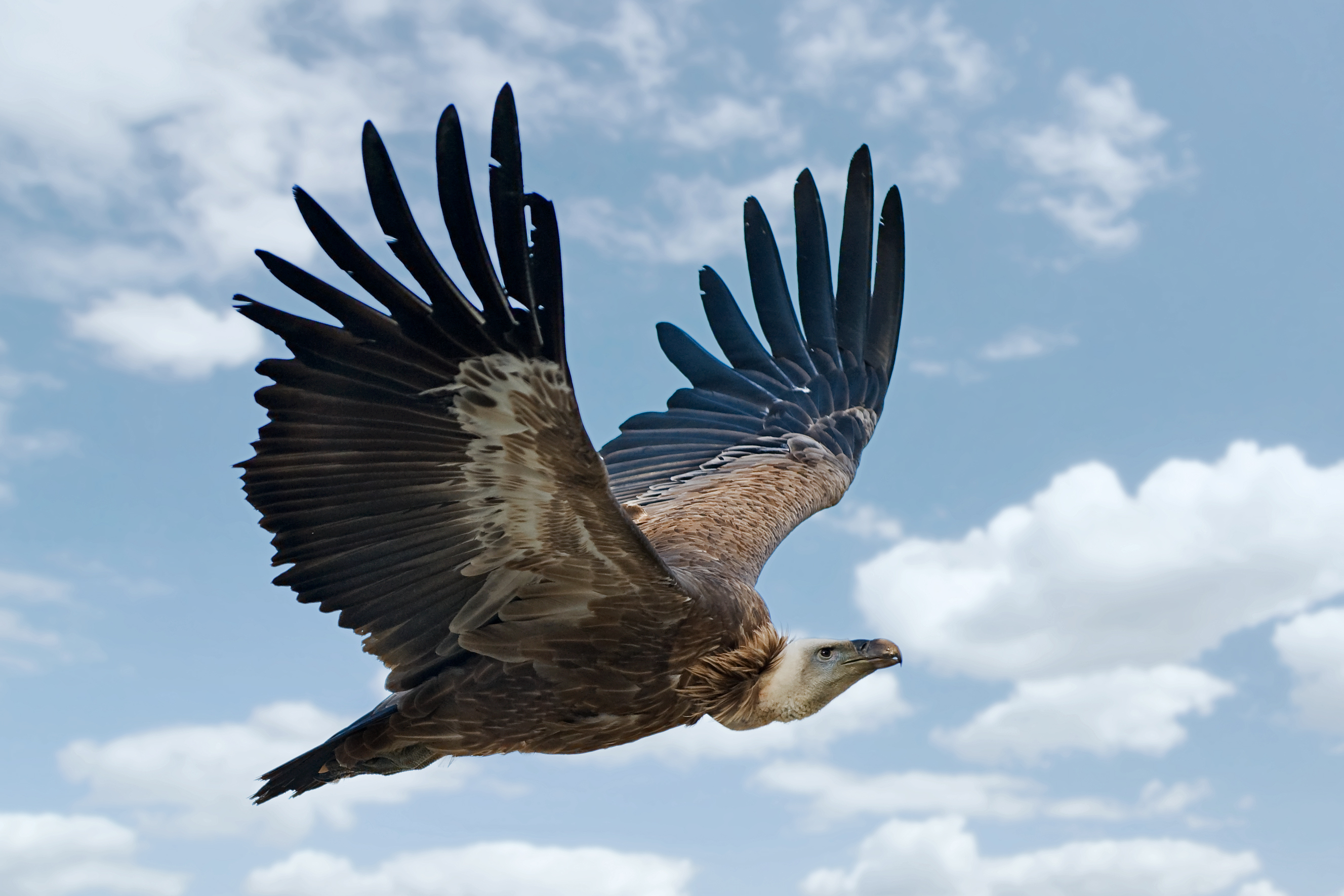
Vautour fauve en vol au-dessus du parc zoologique d'Amnéville.
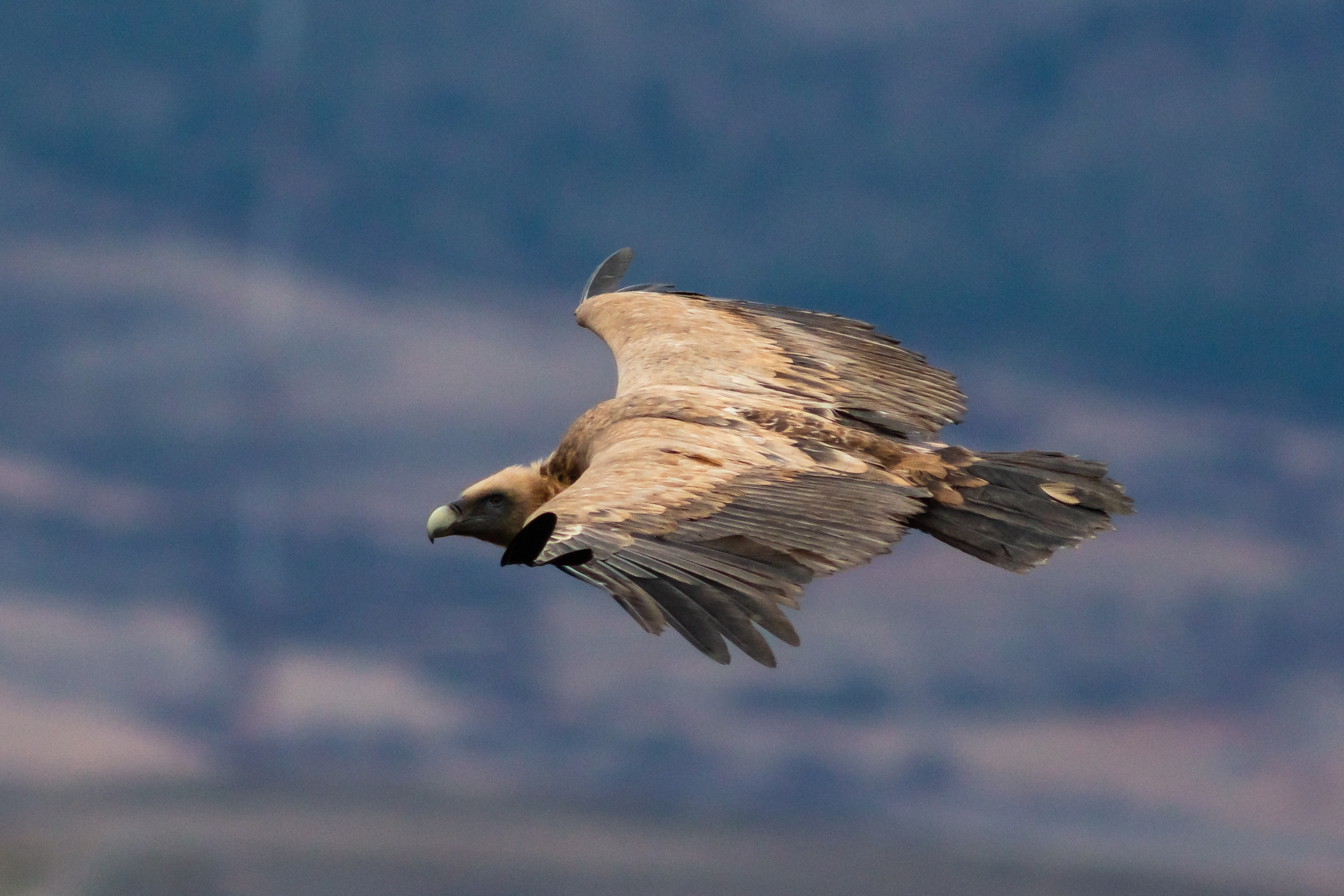
Un vautour fauve autour du mont Moncayo, Espagne.
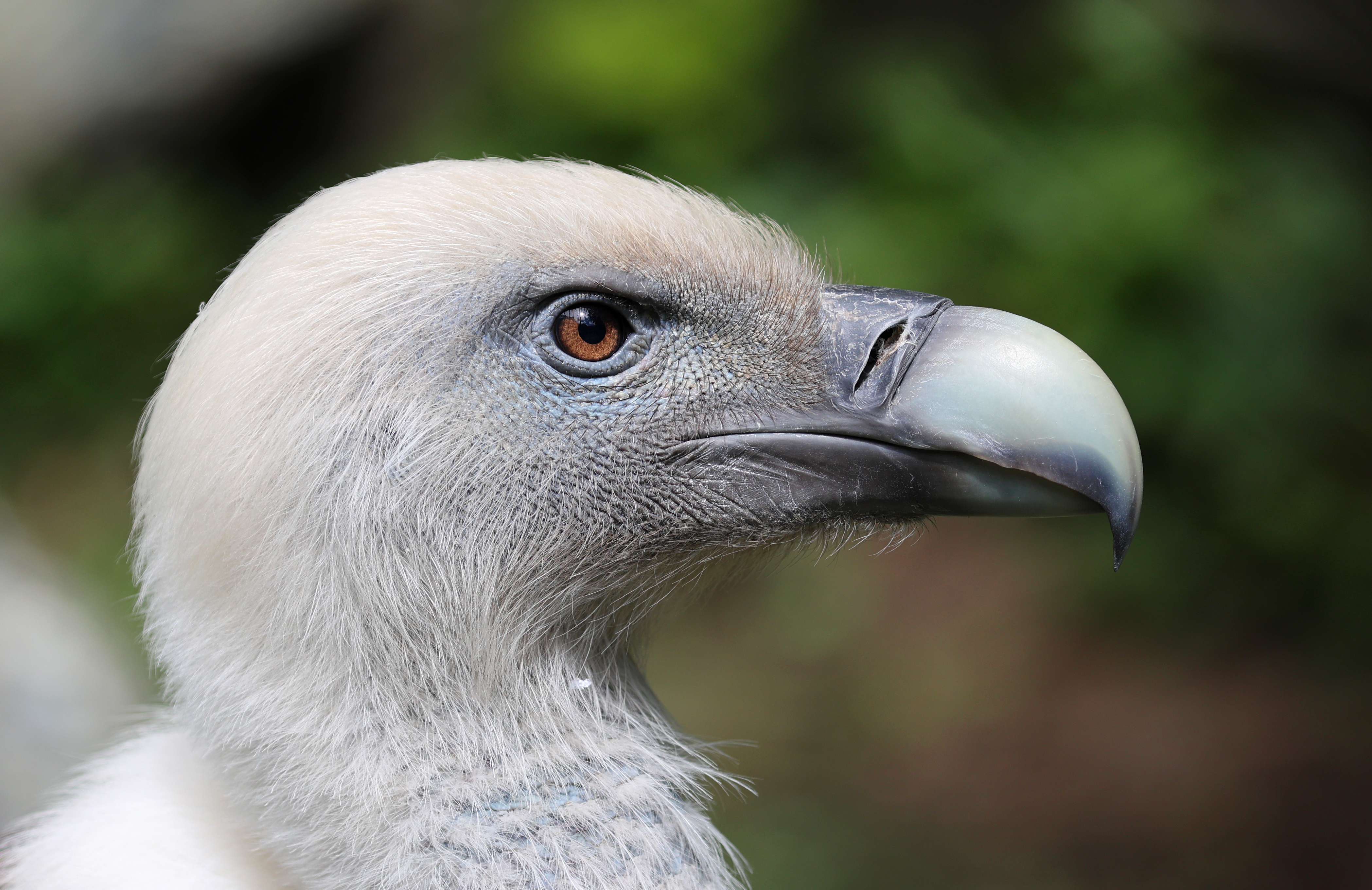
Profil d'un vautour fauve, au domaine zoologique de Pescheray, dans la Sarthe en France.
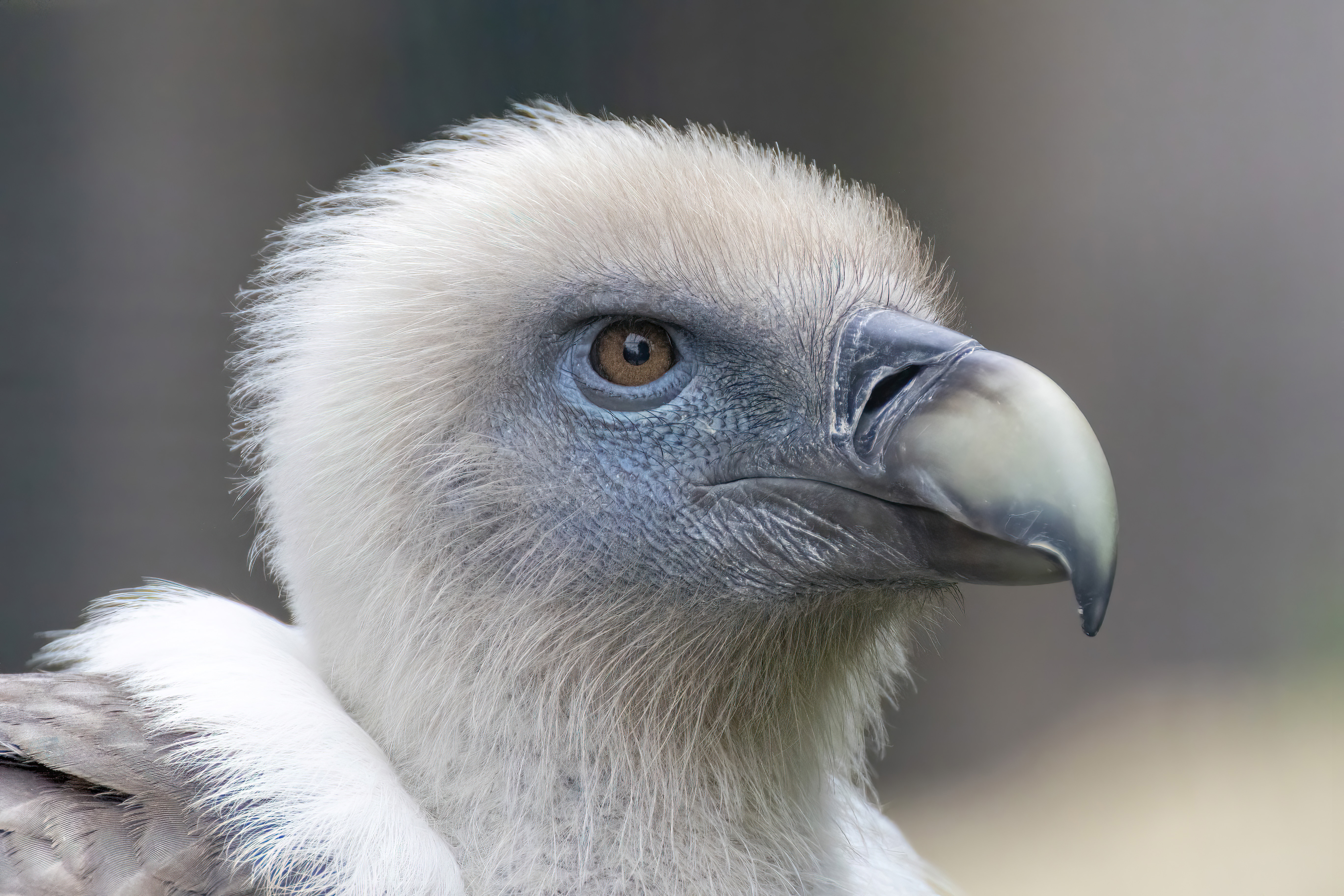
Un autre, au parc zoologique de Paris.
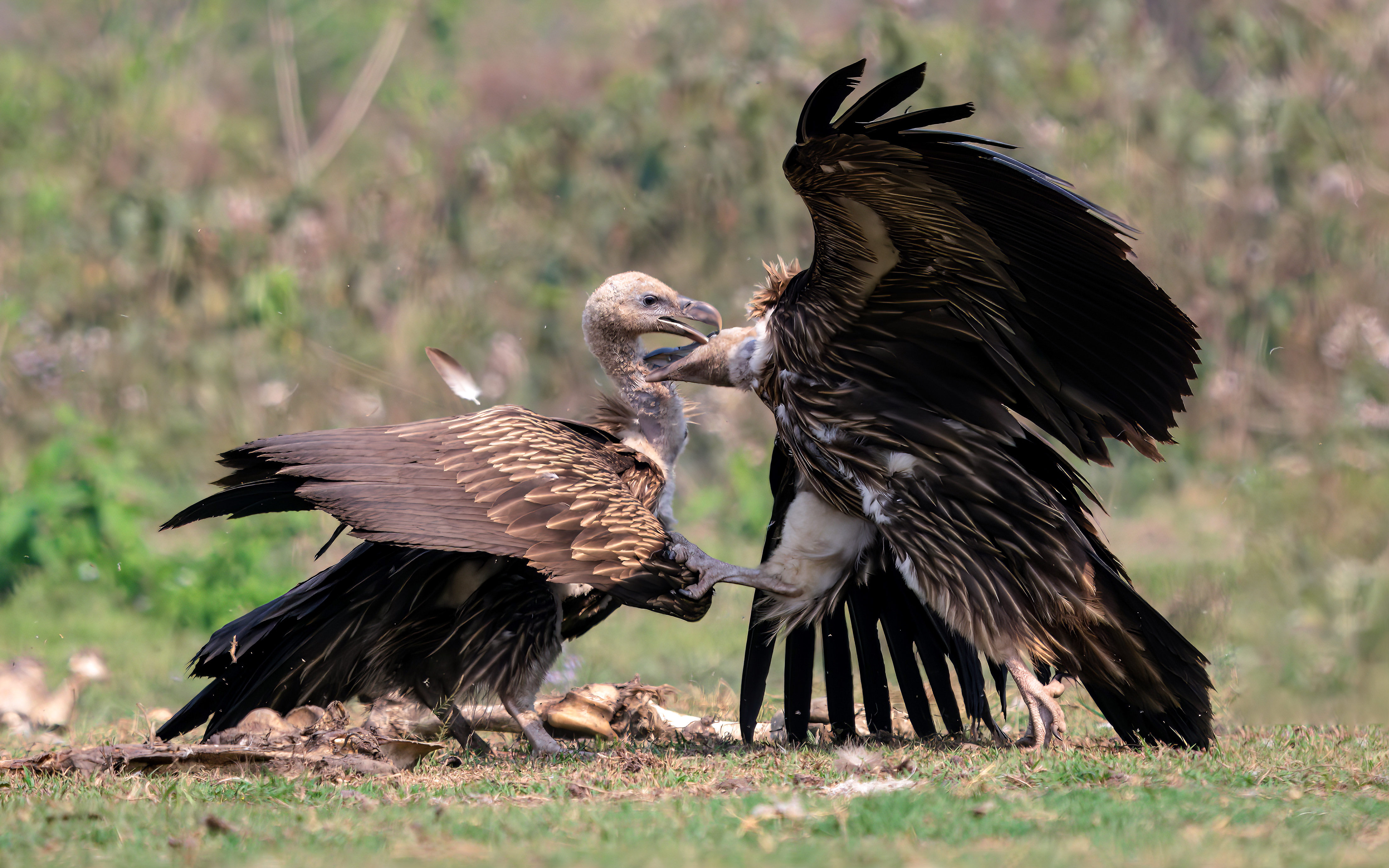
Deux vautours fauves s'affrontant dans le parc national de Chitawan, au Népal.

## Systématique
D'après la liste mondiale des oiseaux (version 14.1, 2024) de l'Union internationale des ornithologues, le Vautour fauve possède deux sous-espèces (ordre philogénique) :
- Gyps fulvus fulvus Hablizl, 1783 - Sud de l'Europe et du Nord de l'Afrique jusqu'au centre de l'Asie ;
- Gyps fulvus fulvescens Hume, 1869 : de l'Afghanistan jusqu'au nord de l'Inde.

## Comportement

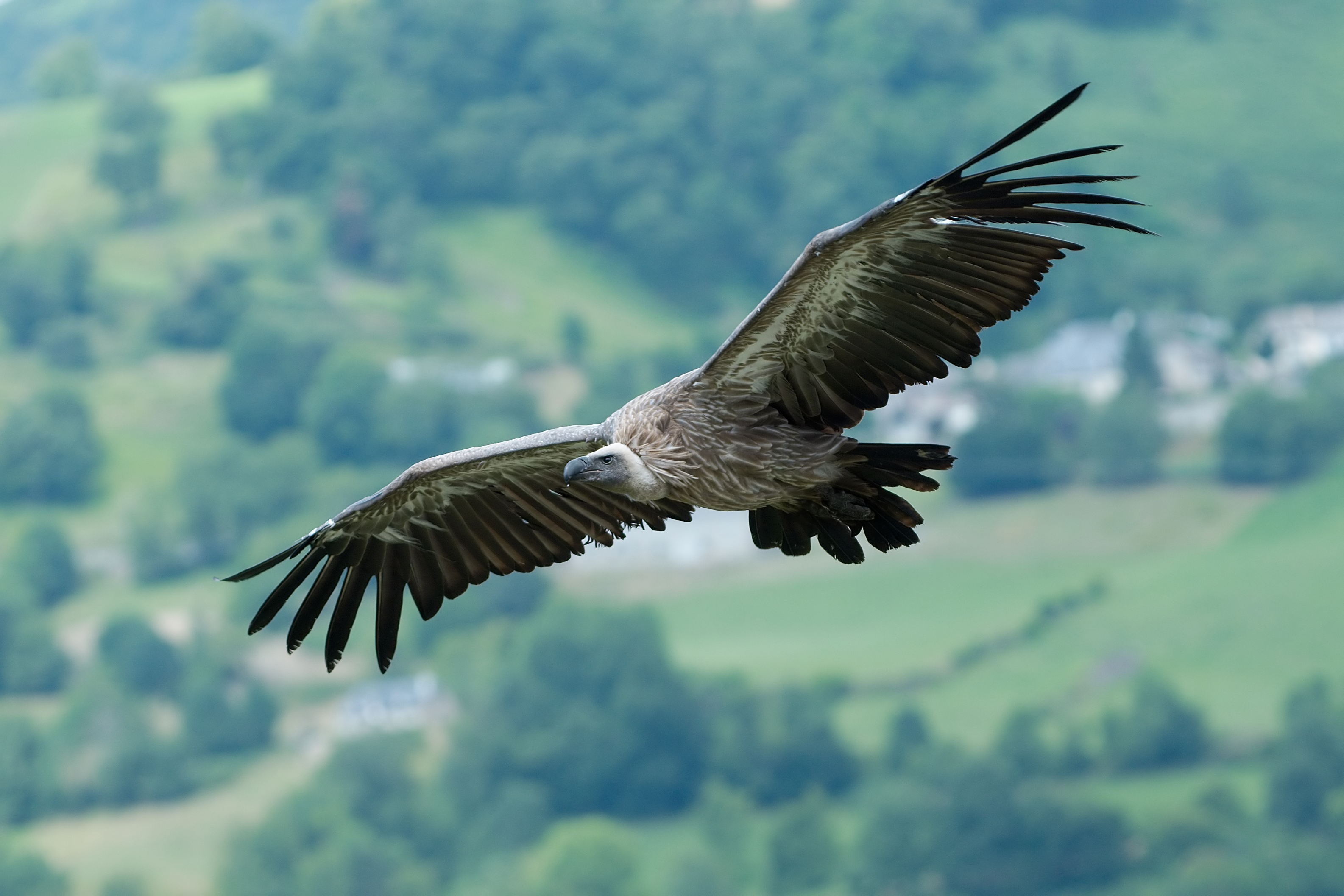
Vautour fauve en vol dans les Pyrénées (France).

### Locomotion
Le Vautour fauve est un oiseau planeur ; lourd et massif, il utilise les courants aériens ascendants thermiques et orographiques pour planer et peut parcourir ainsi de grandes distances à la recherche de nourriture. Pour la prospection alimentaire, il parcourt habituellement une centaine de kilomètres par jour, mais peut en faire plus de 300 km dans des conditions favorables. En cas de déplacement entre massifs ces distances peuvent encore augmenter.

### Comportement social
Oiseau grégaire, le Vautour fauve vit en colonie, qui comprennent des aires et des reposoirs où les oiseaux se rassemblent. Ces surfaces sont en général orientées au sud ou au sud-est. Les vautours fauves restent en hauteur, sur des falaises ou des arbres, pour profiter des courants aériens et s'élever sans efforts.
Les vautours partent en petits groupes dans la matinée pour prospecter leur territoire à la recherche de nourriture et reviennent en fin d'après-midi.

### Alimentation
Strictement charognard, il se nourrit sur les cadavres de grands animaux qu'il détecte en vol uniquement grâce à sa vue. De nos jours, avec la raréfaction ou la disparition des grands animaux sauvages (mouflons, chamois, bouquetins, et plus anciennement équins et bovins), le Vautour fauve se nourrit principalement d'animaux domestiques morts (moutons, chèvres, vaches, porcs, chevaux).
Souvent, tout un cortège d'animaux précède les vautours : grands corbeaux, milans, renards, etc. Ce sont d'excellents indicateurs pour les vautours, car, très farouches, ils ne se risquent à approcher une proie que quand il n'y a pas de danger.
Comme tous les vautours du genre Gyps, le Vautour fauve est un « tireur-fouilleur ». Son long cou lui permet de s'introduire dans les carcasses par les orifices naturels ou les zones de peau fine (mamelles, aines, aisselles). Il ne se nourrit que des chairs molles (muscles et viscères) et laisse le reste (tendons, cartilages, os…) qui est exploité par d'autres espèces, comme le Vautour moine ou le Gypaète barbu.

### Reproduction

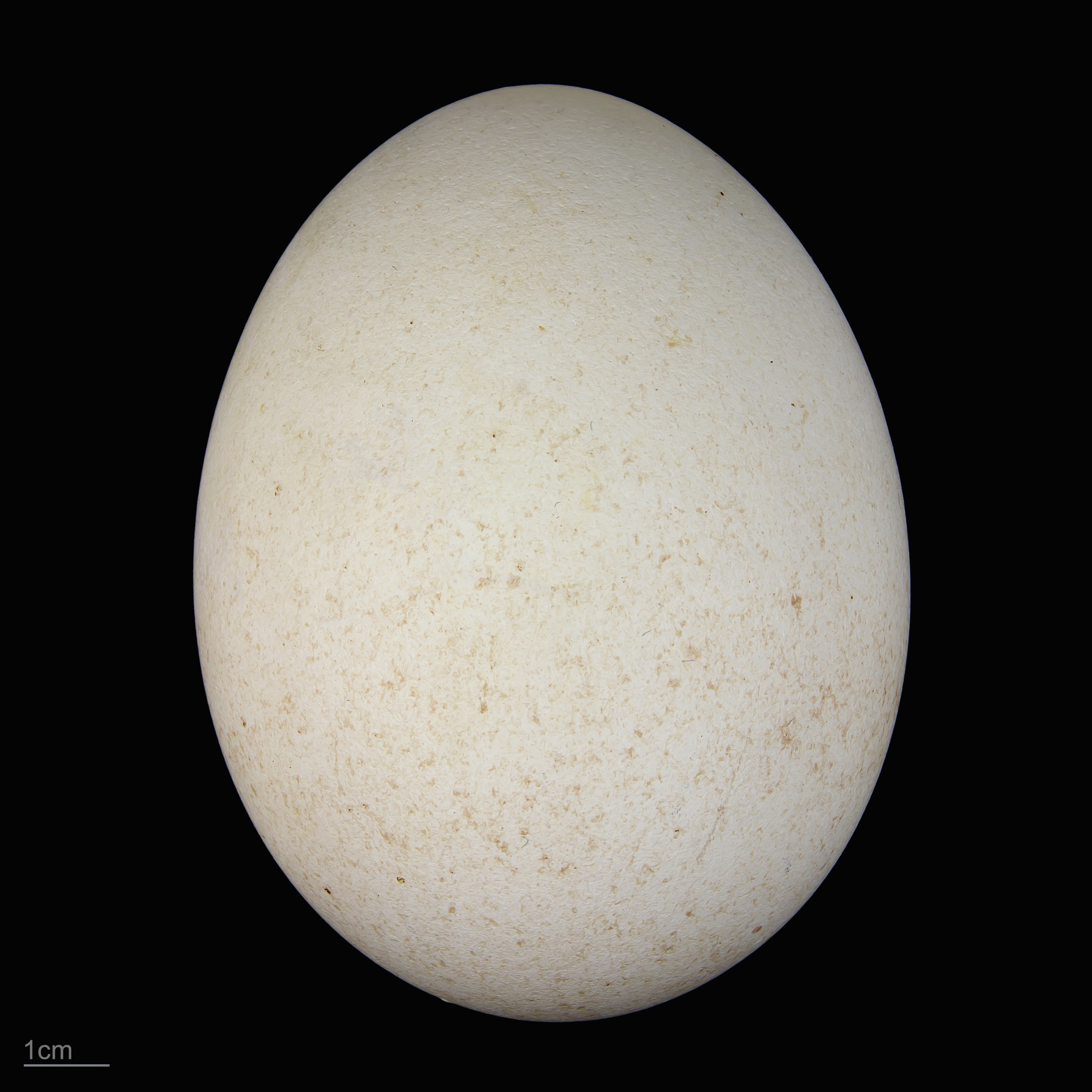
Œuf de Vautour fauve, Muséum de Toulouse.

Entre novembre et janvier, les couples de Vautours fauves se forment au sein de la colonie. Les oiseaux font alors des vols en tandem, le mâle planant au-dessus de la femelle le plus près et le plus longtemps possible. Le couple formé, ils construisent un nid d'un peu moins d'un mètre de large pour vingt centimètres de haut, fait de branches enchevêtrées au sein desquelles est creusée une légère dépression garnie de brindilles, plumes et lambeaux de peaux.
Ils pondent chaque année un œuf unique d'environ 300 g au mois de janvier ou février. L'incubation dure en moyenne 55 jours (50 à 57). L'adulte lui apporte sa nourriture, qu'il quémande énergiquement : l'avant du corps est baissé, les ailes à demi-écartées, la tête relevée, il piaille plaintivement tout en donnant régulièrement de petits coups de bec sur le bec de l'adulte. Il fait son premier vol à l'age de quatre mois, alors qu'il pèse environ huit kilogrammes, entre juillet et août et reste dépendant de ses parents encore un à deux mois.

#### État des populations en France
| Nombre de couples | Baronnies | Verdon | Vercors | Ardèche | Grds Causses | Aude | Pyrénées françaises |
| ----------------- | --------- | ------ | ------- | ------- | ------------ | ---- | ------------------- |
| 1985              |           |        |         |         | 9            |      | 150                 |
| 1989              | 0         |        |         |         | 20           |      | 220                 |
| 1998              | 1         |        |         |         | 68           |      | 450                 |
| 1999              |           |        |         |         | 75           |      |                     |
| 2000              |           |        |         |         | 75           |      |                     |
| 2001              |           | 0      |         |         | 89           |      |                     |
| 2002              | 25        | 5      |         |         | 98           |      |                     |
| 2003              | 35        | 8      |         |         | 116          |      |                     |
| 2004              | 45        | 13     |         |         | 118          |      |                     |
| 2005              | 53        | 18     |         |         | 144          |      |                     |
| 2006              | 55        | 25     |         |         | 162          |      | 409                 |
| 2007              | 64        | 24     |         |         | 183          |      | 525                 |
| 2008              | 82        | 34     | 3       |         | 215          |      |                     |
| 2009              | 106       | 36     | 14      |         | 233          |      |                     |
| 2010              | 118       | 52     | 25      |         | 283          | 0    |                     |
| 2011              | 134       | 64     | 29      |         | 333          | 2    |                     |
| 2012              | 146       | 73     |         |         | 370          | 8    | 830                 |
| 2013              | 156       | 91     |         |         | 414          | 14   |                     |
| 2014              | 156       | 110    |         |         | 443          | 21   |                     |
| 2015              | 184       | 126    | 53      |         | 498          | 26   |                     |
| 2016              | 195       | 166    |         |         | 529          | 51   |                     |
| 2017              | 222       | 165    | 65      |         | 577          |      |                     |
| 2018              | 228       | 200    |         |         | 625          |      |                     |
| 2019              |           |        |         |         |              |      |                     |
| 2020              |           |        |         |         |              |      |                     |
| 2021              |           |        |         | 0       |              |      |                     |
| 2022              |           |        |         | 2       |              |      |                     |
| 2023              |           |        |         | 4       |              |      |                     |
| 2024              | 319       | 363    | 177     | 7       | 1015         |      | 1557                |

## Répartition et habitat
L'aire de répartition du Vautour fauve est comprise entre les 13e et 48e parallèles Nord, et s’étend du Portugal au Népal. La sous-espèce nominale fulvus occupe le bassin méditerranéen et les zones montagneuses plus au Nord, l'Asie mineure et la péninsule arabique. La sous-espèce fulvescens est présente en Asie centrale autour de l'Himalaya. La limite entre les deux populations se situe en Afghanistan.
Le Vautour fauve est rupicole, il est donc relativement dépendant de la présence de falaises pour nicher. Cela dit, de rares cas de nidification sur des arbres sont connus. C'est la présence de falaises pour nicher et la présence de ressources alimentaires dans un rayon de quelques dizaines de kilomètres qui rendent attractifs une région pour une colonie. Il niche en dessous du niveau de la mer dans un canyon à Ein Gedi en Israël, sur des falaises maritimes sur l’île de Cres, en Croatie, et jusqu’à 3 000 m d'altitude dans l'Himalaya.
Aux zones de nidifications s'ajoutent : 
- les zones de prospection alimentaires, généralement entre 50 et 150 km autours des colonies ;
- les zones de transits entre les colonies, qui forment des couloirs dans lesquels des vautours circulent régulièrement ;
- les zones d'hivernages, principalement utilisée entre deux reproductions, par les immatures, les individus solitaires ou ayant échoués précocement leur reproduction ;
- les zones d’erratismes, les immatures mais aussi parfois des groupes d'adultes s'aventurent loin de leurs territoires « habituels », on peut par exemple voir chaque année des vautours de la Bretagne à la Pologne en passant par les Pays-Bas.

En Europe, au Moyen Âge, le Vautour fauve nichait encore dans les Vosges, le Sud de l'Allemagne et possiblement jusqu’aux Ardennes. En raison de différents facteurs (modifications des pratiques agricoles, destructions directe volontaire ou involontaire) son aire de répartition a progressivement diminuée. Après avoir failli être exterminé au début du XXe siècle, le Vautour fauve ne subsistant plus que dans la péninsule Ibérique, la Crète et de manière très précaire dans de rares endroit dans les Balkans. La mise en place de mesures de protections et de programmes de réintroductions dans la seconde moitié du XXe siècle ont permis la création de plusieurs nouvelles populations. Depuis les populations augmentent et recolonisent petits à petits leurs anciens territoires. En 2008, l'île de Majorque a été colonisée : après une tempête, un groupe de vautours s'y est retrouvé et y a formé une nouvelle population. La situation est plus préoccupante au Maghreb et dans la péninsule arabique où les faibles noyaux de populations se maintiennent encore mais sont toujours menacés.

## Le Vautour fauve et l'Homme
Victimes de leur mauvaise réputation, les vautours avaient fortement régressé en Europe, et dans le pourtour méditerranéen, et même totalement disparu sur une vaste partie de leur aire naturelle de répartition. Les populations ont commencé à remonter dès les années 1980 après l'interdiction des pratiques d'empoisonnement des nuisibles dans les années 1970. En effet, oiseau nécrophage, il capte les substances toxiques des charognes dont il se nourrit.

Vautour fauve au mont Carmel
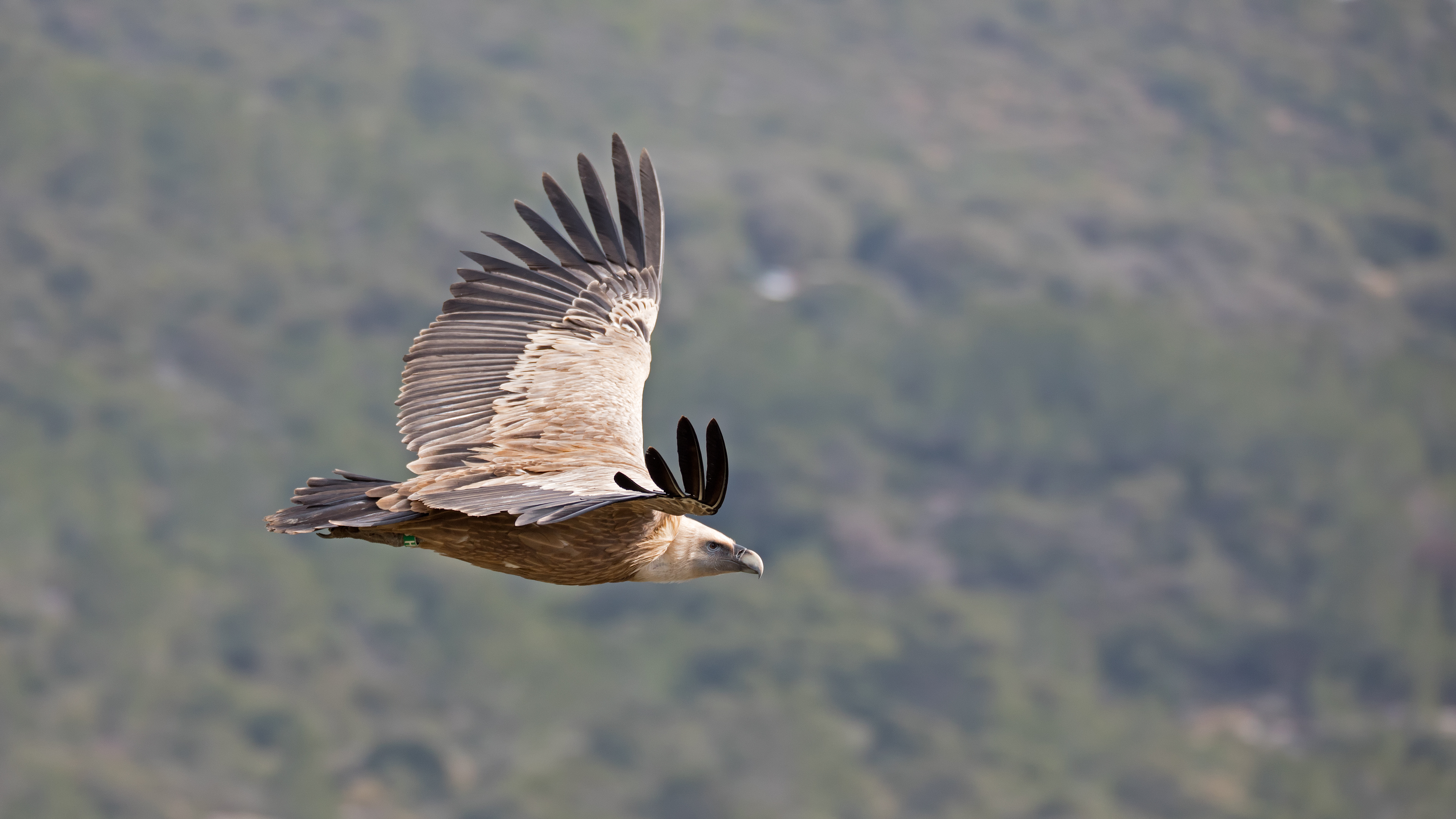
Vautour fauve au mont Carmel (Israël).
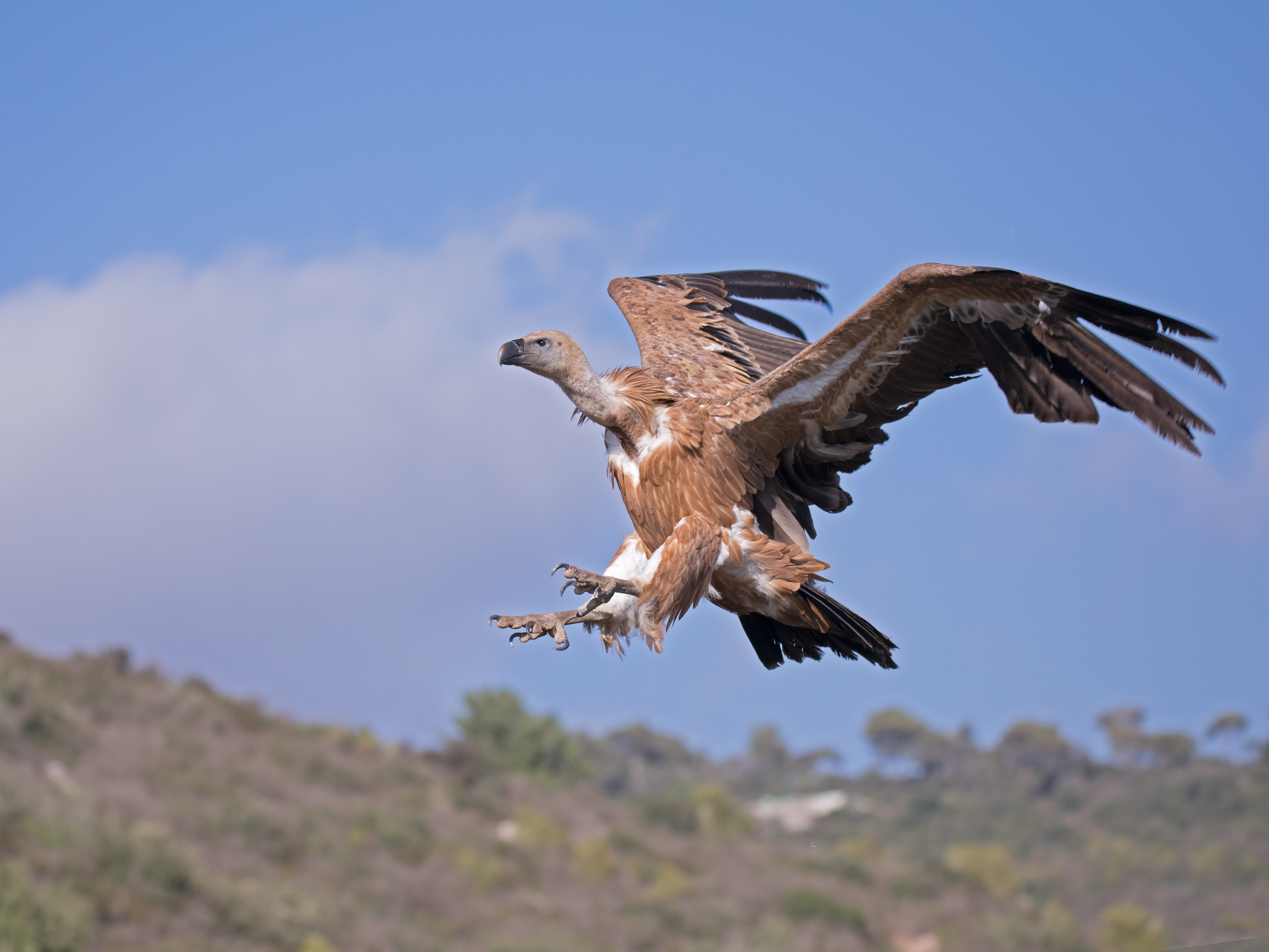
Un jeune.
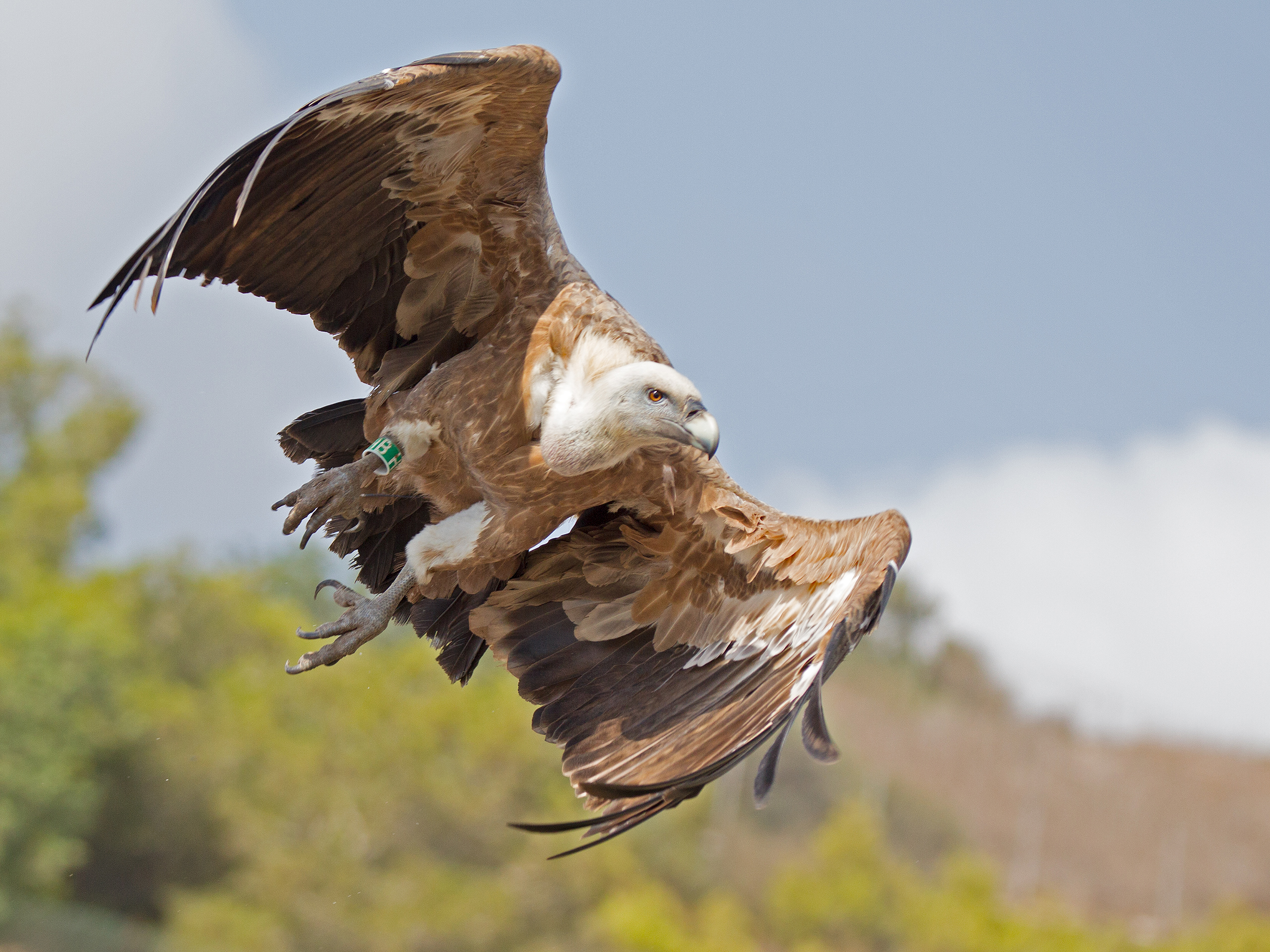
Vautour fauve en décollage.

Pour accélérer ce retour naturel, des programmes de protection et de réintroduction ont été mis en place (notamment par le FIR, depuis fusionné avec la LPO, en France dès 1976 dans les Grands Causses). Les lâchers de jeunes adultes ont été les plus efficaces (au niveau de la survie à long terme) et ils ont permis de reconstituer une population viable. On dénombrerait en 2022 : 902 couples dans le Massif central, 800 dans les Alpes et environ 1 200 dans les Pyrénées.

### Protection
Dès 1928 un arrêté préfectoral protège le Vautour fauve (et le Vautour percnoptère) dans les Hautes et les Basses-Pyrénées. L'arrêté ministériel du 5 avril 1962 interdit sa chasse. Le Vautour fauve bénéficie d'une protection totale sur le territoire français depuis 1972, renforcé par la protection de l'ensemble des rapaces en 1976 et enfin par l'arrêté ministériel du 17 avril 1981 relatif aux oiseaux protégés sur l'ensemble du territoire. Il est inscrit à l'annexe I de la directive Oiseaux no 79/409/CEE de l'Union européenne, à l'annexe II de la convention de Berne du 19 septembre 1979 relative à la conservation de la nature en Europe, à l'annexe II de la convention de Bonn du 23 juin 1979 relative à la conservation des espèces migratrices (du fait de l'erratisme juvénile amenant les oiseaux à beaucoup voyager au début de leur vie), à l'annexe II de la convention de Washington du 3 mars 1973 relative au commerce international d'espèce menacée (CITES) et de fait, par l'annexe I du Règlement communautaire no 3626/82/CEE déclinant la convention de Washington à l'échelle européenne.
Il est donc interdit de le détruire, le mutiler, le capturer ou l'enlever, de le perturber intentionnellement ou de le naturaliser, ainsi que de détruire ou enlever les œufs et les nids et de détruire, altérer ou dégrader leur milieu. Qu'il soit vivant ou mort, il est aussi interdit de le transporter, de le colporter, de l'utiliser, de le détenir, de le vendre ou de l'acheter.

### Programmes de réintroduction et de renforcement
- France :
  - Grands Causses : 4 oiseaux lâchés en 1971, échec de l'établissement d'une population.
  - Grands Causses : 61 oiseaux lâchés entre 1981 et 1986.
  - Cirque de Navacelles : 50 oiseaux lâchés entre 1993 et 1997, tous rejoignent la colonie des Grands Causses.
  - Baronnies : 61 oiseaux lâchés entre 1996 et 2001.
  - Verdon : 90 oiseaux lâchés entre 1999 et 2004.
  - Vercors - Diois : 80 oiseaux lâchés entre 1999 et 2008.
- Italie : 
  - Parc naturel des Alpes maritimes (Piémont)[15],[16]: 75 oiseaux lâchés entre 1986 et 1994.
  - Parc national du Gran Sasso e Monti della Laga (Abruzzes) : 80 oiseaux lâchés entre 1994 et 2002.
  - Parc national du Pollino (Calabre)[17],[18]: 70 oiseaux lâchés depuis 1992.
  - Parc national Alta Murgia (Pouilles)[19]: 30 oiseaux lâchés entre 2003 et 2006.
  - Parc naturel régional des Madonie (Sicile)[20]: 20 oiseaux lâchés entre 2000 et 2002. Un nouveau programme prévoit de lâché 75 individus entre 2024 et 2026, 16 ont déjà été relâchés en 2024[21].
  - Parc national du mont Nebrodi (Sicile)[20]: 9 oiseaux lâchés entre 2001 et 2002.
  - Sardaigne : deux programmes de renforcement de population se succèdent[22]. 68 oiseaux sont lâchés entre 1986 et 1995 dans le cadre du programme LIPU. 63 oiseaux sont de nouveau lâchés entre 2016 et 2020 dans le cadre du programme LIFE safe for vultures.
- Israël[23] : 65 individus lâchés entre 1989 et 2000 autour du Mont Carmel, par la Société pour la Protection de la Nature en Israël, en collaboration avec le Zoo de Tel-Aviv et les autorités israéliennes des parcs nationaux et de la nature.
- Bulgarie : 120 oiseaux lâchés entre 2009 et 2013 dans le cadre du programme LIFE Vultures Return in Bulgaria[24]. 60 oiseaux lâchés entre 2009 et 2016 dans le cadre du programme LIFE for Kresna Gorge[25].
- Chypre : deux programmes de renforcement de population se succèdent[22]. 20 oiseaux sont lâchés en 2014 dans le cadre du programme GYPAS. Le programme LIFE with Vultures permet la poursuite des lâchés, avec 15 oiseaux en 2022, 14 en 2023 et 15 en 2024, soit un total de 44 individus.

### Équarrissage naturel
Pour soutenir les premiers programmes de réintroduction des charniers collectifs ont été créés à partir de 1981. Le ramassage des animaux morts dans les exploitations agricoles était alors assuré par les opérateurs des programmes de réintroduction : association (LPO, fédération de chasse de Lozère, Vautours en Baronnies), Parc National des Cévennes, Parc Naturel Régional du Vercors ou du Luberon par exemple. La législation évolue à partir de l'arrêté du 7 aout 1998 relatif à l’élimination des cadavres d’animaux et au nourrissage des rapaces nécrophages, cet arrêté permet aux agriculteur de posséder leur propre placette d'équarrissage, sur leurs terres, qu'ils gèrent en autonomie. Par la suite d'autres règlements viendront préciser les conditions de création et de suivis de ces installations. Les placettes individuelles d'équarrissage naturel sont globalement composées d'une zone de dépôt au centre, entouré d'une clôture dans un rayon de 50 m. L'objectif étant d’empêcher les chiens ou d'autres animaux de pouvoir trainer la carcasse en dehors de l'aire prévue à cet effet, tout en laissant suffisamment de place aux vautours pour se poser et redécoller. Les dimensions peuvent donc varier dans les fait en fonction de la topographie et de la végétation. Ces placettes doivent être à bonne distance des cours d'eau ou des habitations et leur emplacement doit garantir la tranquillité et la sécurité des oiseaux,. En 2022, on comptait environ 200 placettes individuelles en France.
L'intérêt des placettes individuelles est multiple. Pour les éleveurs, elle ouvre droit à une réduction de 60% de la CVO sur l'équarrissage, ce qui représenterais par exemple une économie d'environ 350 000 € pour les éleveurs des Alpes si le dispositif était généralisé. Mais surtout elle leur permet de se débarrasser rapidement des cadavres dans des secteurs souvent enclavés et mal desservis par les équarrisseurs industriels, où il leur faut parfois attendre plusieurs jours pour que les cadavres soient évacués. Du point de vue des vautours, ces placettes leur assurent un apport alimentaire sain, sans risque d'intoxication par des poisons ou du plomb. En plus des animaux qui meurent à l'herbe, les placettes rendent disponibles les animaux qui meurent en stabulation. Les placettes permettent aussi de réduire fortement les émissions de CO² liées à l’équarrissage. Les placettes collectives divisent les émissions par trois par rapport à l’équarrissage industriel. Ces émissions sont divisées par dix dans le cas des placettes individuelles. Enfin, le réseau d’équarrissage naturel participe à l'appropriation des vautours par les éleveurs locaux, à leur connaissance et à leur acceptation,,,.

### Pressions et menaces sur l'espèce
Depuis longtemps les vautours sont affectés par les activités humaines. Le remplacement des mammifères sauvages par des animaux domestiques et la modification des pratiques agricole avec de grandes variations des zones ouvertes et du bétail accessible ou une fermeture des milieux et une progressions de la forêt ont joué un rôle dans l’évolution des populations de vautours au cours des derniers siècles. Plus récemment l'empoisonnement de nombreux carnivores dans le monde (loups, chiens errants, renards, etc.) à conduit à de nombreux empoisonnements de vautours, ceux-ci arrivant généralement avant l’espèce visée sur les cadavres empoisonnés. À cela s'ajoutent des cas empoisonnement volontaires, visant directement les vautours. Les vautours sont chassés depuis longtemps notamment pour leurs plumes, mais ce n'est qu'à l'époque moderne que cette chasse devient sportive, ce à quoi s'ajoute la mode des collections naturalistes au XIXe siècle. L'empoisonnement et les tirs ont mené à l’extinction de nombreuses populations de vautours en Europe et sont toujours les principales menaces dans le monde.
Actuellement, en France, les causes de mortalité anthropique sont toujours majoritaires et représentent environ deux tiers des causes de mortalités identifiées sur les cadavres récupérés et autopsiés dans le cadre du programme Vigilance Poison,. On trouve environ un tiers d'empoisonnements, la majorité provenant de molécules interdites à la vente depuis plusieurs années (avec en première position le Carbofuran, pourtant interdit depuis 2008) et dans une moindre mesure du plomb. Viennent ensuite le réseau électrique (percussion des câbles et électrocution), autours de 10 %. Puis les tirs et destructions directes, environ 6 %. Et enfin les éoliennes, encore peu représentées dans les statistiques (2 %) du fait de leur arrivée relativement récente dans les zones où les vautours sont présents, sachant que les populations de vautours sont encore basses (toujours en train de recoloniser leurs anciens territoires) et que le nombre de centrales éoliennes est amené à augmenter, notamment dans des zones où sont présents les vautours (de fait les deux se retrouvent dans des zones avec du vent et une faible densité de population). Une situation qui inquiète les gestionnaires, d'autant plus au vu de la situation en Espagne où, dans des zones avec de fortes densités de vautours et d'éolienne, les vautours fauves représentent un quart des mortalités recensées,.
Le Diclofénac, responsable de l'effondrement des populations sur le sous-continent indien dans les années 1990 et 2000, a été autorisé en Europe en 2013 et possède actuellement une autorisation de mise sur le marché en Espagne et en Italie. Les scientifiques alertent régulièrement les pouvoirs publics du risque que cette autorisation représente pour la pérennité des populations européennes,,.
Le Vautour fauve a été testé en tant qu'espèce-sentinelle pour la biosurveillance du plomb (en intégrant les signatures isotopiques et en utilisant des modélisations (sur la base de 691 échantillons de sang d'oiseaux prélevés sur cinq ans). Cette expérience a notamment montré que le risque de saturnisme est très élevé pour cette espèce : 44,9 % des Vautours fauves testés (soit 15 % de la population européenne) présentait des plombémies très élevées (> 200 ng/mL) expliquées d'une part par des sources géologiques et d'autre part par des sources anthropiques (munitions telles que grenailles ou balles à base de plomb notamment, source d'un saturnisme animal dû à la toxicité de ces munitions). Cette expérience s'intègre dans une approche de type One health. Le saturnisme peut être réduit par l'offre de carcasses saines et le passage aux munitions sans plomb.
Les vautours servent depuis longtemps d'équarrisseurs pour les activités humaines. Cela dit les sociétés ont évolué et avec elles leurs rapports à la mort et à la gestion des cadavres. En France, la loi Martel de 1902 commence à encadrer la gestion des cadavres. En 1942 est mis en place le Service Public de l’Équarrissage, interdisant de fait les dépôts incontrôlés de cadavres d’animaux. Les lois du 31 décembre 1975 puis du 26 décembre 1996 ont conforté cette réglementation en étendant ce service à l’ensemble des déchets et sous produits animaux. Les animaux sauvages étant remplacés par des animaux domestiques et les cadavres d'animaux domestiques ne pouvant plus être laissé en nature, ces évolutions règlementaires ont diminué la ressource alimentaire disponible pour la guilde des nécrophages. À l'échelle européenne, après la crise de la vache folle, les charniers à ciel ouvert ont été interdits le 12 mai 2003. L'Espagne notamment, utilisait encore beaucoup les vautours comme équarrisseur, pour des raisons économiques, et continue de tolérer ces charniers pendant quelques années. Le 23 septembre 2005 la commission européenne amende le texte pour permettre le nourrissage des nécrophages. Contre toute attente l'Espagne se décide alors à appliquer la loi de 2003, sans tenir compte de l’amendement de 2005, et ferme brutalement tous ses charniers. La population espagnole, alors estimée autours de 24 000 couples, se retrouve donc privée de sa plus importante source de nourriture. Le succès reproducteur s'est alors effondré et les adultes ont émigré vers d'autres régions, notamment le Massif central et les Alpes. Des bandes de Vautours fauves explorant de nouveaux territoires ont été aperçues à des centaines de kilomètres de leur territoire (Nord de la France, Allemagne). En juin 2007, jusqu'à 200 vautours survolaient la Belgique et les environs. La Commission européenne a reprécisé que sa directive permettait des dérogations en Espagne, au Portugal, en France, Italie et Grèce, si les carcasses offertes à la faune sauvage ne présentaient aucun risque pour la santé et sont exemptes du prion de l'ESB. L'Espagne a finalement utilisé cette dérogation via un Décret Royal, mettant un terme au problème. Le 24 avril 2009, le parlement européen a voté l'autorisation d'utilisation des carcasses d’animaux pour nourrir les rapaces nécrophages.

### Controverse sociale
C'est en 1990, en Espagne, que la presse relaie pour la première fois une « attaque » de vautours à l'encontre de chevaux. En 1993 puis en 1996, de nouveaux articles sont publiés côté espagnol et dans le même temps ce phénomène médiatique atteint le côté français, dans les Pyrénées-Atlantiques. Pour répondre à la pression sociale naissante, poussées par certains acteurs locaux comme Institut Patrimoniale du Haut-Béarn (l'IPHB), l'État constitue un comité de pilotage dans les Pyrénées-Atlantiques en 2002, coprésidé par le préfet de région et l'IPHB. Dans un contexte très tendu autour de la réintroduction des ours, la nomination de l'IPHB, se présentant comme les portes-paroles des éleveurs, devait permettre une baisse des tensions, légitimant au passage cette structure aux yeux du public. Étant en désaccord profond avec l’État au sujet de la réintroduction de l'Ours, l'IPHB voit dans le sujet du vautour un moyen de relégitimer sa place vis-à-vis des autres acteurs du territoire. Ce comité a notamment en charge la mise en place de constats institutionnalisés, permettant de recueillir les témoignages de manière homogène. Seuls les agents assermentés de l'IPHB, du parc national des Pyrénées et de l'Office national de la chasse et de la faune sauvage (devenue depuis l'OFB) sont habilités à recueillir les constats. La plupart des constats ne reposent sur aucun élément matériel et se limitent à un recueil de témoignages. Rapidement, une scission se crée entre les agents de l'État, accusés de minimiser les faits, et les agents de l'IPHB, à qui l'on reprochait à contrario un manque d'objectivité et une trop grande facilité à tout imputer aux vautours. L’entrée des éleveurs dans la controverse ne résulte ainsi pas d’un manque d’indemnisation, ni d'un sentiment d’alerte sur un danger immédiat pour l’élevage en montagne causé par les attaques de vautours. Elle découle davantage d’une remise en cause institutionnalisée par des procédures de constat qui ont exaspéré les éleveurs confrontés à celles-ci. Paradoxalement, c’est ce dispositif d’observation qui a contribué à intensifier le problème en le faisant simplement « exister » auprès de certaines catégories d’acteurs initialement non impliqués dans le débat. Ce dispositif est d’autant plus performatif qu’en officialisant le problème par la création d’une organisation visant à mieux en cerner les contours, il amplifie et renforce l’impact qu’il exerce sur le milieu social. Le ressentiment des éleveurs envers les vautours a augmenter au fur et à mesure qu’ils ont dû faire face à des procédures de constats où leur témoignage n’a pas influencé le résultat final. Finalement, les constats normalisés, loin de dissiper les doutes, ont plutôt laissé le sentiment à une partie de la profession agricole de ne pas être écoutés et ont renforcé les clivages.
Après un fort pic des plaintes en 2007,,, cette polémique va gagner les autres zones fréquentées par les vautours : Alpes de Savoie et Causses. 1 165 plaintes auraient ainsi été recensés en Espagne pendant la période 2006 - 2010. Cette recrudescence du phénomène en Espagne, faits exceptionnels pour des animaux principalement charognards (plus de 1 % des curées lors du pic de 2007), pourrait être liée à la fermeture soudaine fin 2005 des muladares, des charniers illégaux jusque-là tolérés. Il s'est ensuivi une réduction drastique et instantanée de la disponibilité alimentaire. Cela a entraîné une famine pour les nécrophages, dont une grande partie a émigré (jusqu'à 80 % des individus par endroits). Dans les années suivantes, les juvéniles et immatures ont vu leur taux de mortalité augmenter et tandis que le succès reproducteur s'effondrait. Après la réouverture des charniers (mieux encadrés) en 2009, les populations de vautours se sont réinstallées dans ces zones.
Depuis, des articles reviennent de manière récurrente dans les médias,,, présentant des témoignages aboutissant très souvent à une affirmation que l'on peut résumer ainsi : « les vautours sont trop nombreux, ils ont faim, donc ils attaquent » allant parfois jusqu’à des demandes de régulation de la population,. Ces phénomènes ne sont pourtant pas corrélés au nombre de vautours. Ainsi, dans les Pyrénées, on compte six attaques entre 1993 et 1996 pour plus de 300 couples ; on en compte 256 en 2007 lors du pic, pour 560 couples et seulement 52 en 2012 pour 830 couples. L'évolution du nombre de plaintes est ainsi complètement décorrélé à l'évolution du nombre de couples de vautours fauves sur les territoires. Les cœurs des colonies, où les vautours sont pourtant plus concentrés, sont les zones avec le moins de plaintes. La majorité des plaintes se situent en limite d'aire de répartition, dans les zones nouvellement recolonisés par les oiseaux. En revanche la publication d'un article dans la presse crée souvent un effet d'emballement médiatique et le nombre de signalements augmente localement pendant les semaines qui suivent, comme s'il y avait des épidémies d'attaques ou un phénomène de contagion sociale. Les recherches récentes sur le sujet mettent ainsi en avant que la réponse à ce phénomène n'est plus à chercher du côté de la biologie, mais plutôt des sciences sociales, pointant notamment le rôle des médias et des fake-news dans l'entretien de cette polémique,,,,.